# Vesperus luridus
Vesperus luridus là một loài bọ cánh cứng trong họ Cerambycidae.